# Canichanas
Os canichanas, também conhecidos como "canisis", "kanichanas", ou "canisianas", eram um pequeno grupo étnico que habitava, na região de "Llanos de Mojos", em aldeias protegidas por paliçadas, localizadas na margem direita do Rio Mamoré e nos arredores das cabeceiras do Rio Machupo. Essa etnia que falava uma língua isolada, tinha como principais atividades econômicas, a caça e a pesca, apesar de também terem atividades agrícolas. Andavam nus mas, por influência dos jesuítas, passaram a se vestir com a tipóia. Suas armas eram arcos, flechas e lanças. Eram conhecidos como por suas características guerreiras e por praticar o canibalismo pelos povos vizinhos, como os morés, os cayuvavas e os itonamas .
Em 1693, o jesuíta Agustín Zapata fez os primeiros contatos com esse grupo étnico. Na época, estimou que essa etnia teria entre 4.000 e 5.000 integrantes.
Em 1607, Agustín Zapata fundou a redução de "San Pedro de los Canichanas" que, inicialmente, contava com 1.200 habitantes.
Após a expulsão dos jesuítas, ocorreram diversos levantes contra o domínio espanhol, como os registrados em: 1773, 1783, 1801, 1810 e 1820.
No ciclo da borracha, esse povo foi empregado como canoeiros para o transporte da borracha até o Rio Madeira.